# Vanne (cosplay)
Vanne is een Nederlandse cosplayer, meest bekend om haar Rikku cosplays uit Final Fantasy.

## Werk
Vanne begon vanaf 2004 als cosplay-acteur. Ze heeft model gestaan voor uitgeverij Dark Dragon Books en tekenaars zoals Mike Ratera, en verscheen als de officiële Elsje van de gelijknamige strips, stond in de Elsje glossy, en werkt soms samen met tekenaars Hercules & Valkema.
Vanne's Roodhaar-cosplay is onder andere gepubliceerd in de dossier-editie van "De kronieken van Roodhaar 2 - De vijfde toren" van Romano Molenaar en Rob van Bavel. Haar Roodhaar en Elsje foto's zijn verschenen op stripfestivals en in de Eppo.
Ze is jurylid geweest voor cosplaywedstrijden van Fantasywijzer, DTTA, en Imagicon. Daarnaast is ze is een van de redacteuren van de Nederlandstalige cosplay-website Cosplaywijzer.

## Prijzen en onderscheidingen
Vanne won meerdere prijzen met haar kostuums en acts, zoals Best Solo Act (2007), Best Act Cosplay Competition (2006), behaalde de derde plek van Cosplay Competition tijdens Jrock-con in 2006, en werd winnaar van Cosplay Competition tijdens Abunai! in 2005.